# Aloe jawiyon
Aloe jawiyon är en grästrädsväxtart som beskrevs av S.J.Christie, D.P.Hannon, Oakman och Anthony G. Miller. Aloe jawiyon ingår i släktet Aloe och familjen grästrädsväxter. IUCN kategoriserar arten globalt som nära hotad.
Artens utbredningsområde är Socotra. Inga underarter finns listade i Catalogue of Life.